# Name Is 4Minute
Albums de 4Minute
Best of 4Minute
(2012)
Singles
1. What's Your Name?
Sortie : 26 avril 2013

Name Is 4Minute est le quatrième mini-album du girl group sud-coréen 4Minute. Il est sorti le 26 avril 2013 avec "What's Your Name?" comme titre principal.

## Liste des titres
| 1.    | What's My Name?                                     | Seo Jae-woo, Seo Young-bae                      | Seo Jae-woo, Seo Young-bae          | 1:19 |
| 2.    | What's Your Name? (이름이 뭐예요?; Ireumi Mwoyeyo?) | Brave Brothers                                  | Brave Brothers, Elephant Kingdom    | 3:06 |
| 3.    | Whatever                                            | Kim Tae-ho, D3O, Aileen De La Cruz              | D3O, Aileen De La Cruz, Seo Jae-woo | 2:58 |
| 4.    | Gimme That                                          | Im Sang-hyuk, Kim Tae-ho, Son Young-jin, Slrppy | Im Sang-hyuk, Son Young-jin         | 3:23 |
| 5.    | Domino                                              | Min Yeon-jae, Faces of Glory                    | Faces of Glory                      | 3:27 |
| 14:13 |                                                     |                                                 |                                     |      |

## Classement

### Album
| Classement                   | Meilleure position |
| ---------------------------- | ------------------ |
| Gaon Weekly album chart      | 2                  |
| Gaon Monthly album chart     | 8                  |
| Billboard World Albums Chart | 13                 |

### Ventes et certifications
| Classement (2013)   | Quantité |
| ------------------- | -------- |
| Gaon physical sales | 15 620   |

## Historique de sortie
| Pays         | Date          | Format                       | Label              |
| ------------ | ------------- | ---------------------------- | ------------------ |
| Corée du Sud | 26 avril 2013 | CD, téléchargement numérique | Cube Entertainment |